# Amfreville-la-Campagne
Amfreville-la-Campagne je francouzská obec v departementu Eure v regionu Normandie. V roce 2009 zde žilo 897 obyvatel. Je centrem kantonu Amfreville-la-Campagne.